# Новотягинка
Новотягинка (укр. Новотягинка) — село в Дарьевской сельской общине Херсонского района Херсонской области Украины. С марта по ноябрь 2022 года община находилась под оккупацией российских войск в результате вторжения России в Украину.
Почтовый индекс — 75040. Телефонный код — 5547. Код КОАТУУ — 6520387003.

## Население
Население по переписи 2001 года составляло 692 человека.

### Языковой состав
Родной язык населения по данным переписи 2001 года:
| Язык       | Численность, чел. | Доля     |
| ---------- | ----------------- | -------- |
| Украинский | 641               | 92,63 %  |
| Русский    | 50                | 7,23 %   |
| Другое     | 1                 | 0,14 %   |
| Итого      | 692               | 100,00 % |